# Darley Hills
Die Darley Hills sind ein Gebirgszug an der Shackleton-Küste der antarktischen Ross Dependency. In den Churchill Mountains überragt er in nord-südlicher Ausdehnung zwischen Kap Douglas und Kap Parr den Westrand des Ross-Schelfeises. Höchster Gipfel ist der Constellation Dome mit 1330 m.
Das Advisory Committee on Antarctic Names benannte ihn 1965 nach James Morrison Darley, Kartograf bei der National Geographic Society zwischen 1940 und 1963, unter dessen Leitung wichtiges Kartenmaterial über Antarktika entstand.